# Yukihiro Shibutani
Yukihiro Shibutani (渋谷幸弘?, Shibutani Yukihiro; Tsuruta, 26 novembre 1960 – Tokyo, 15 settembre 2024) è stato uno sceneggiatore e direttore artistico giapponese.

## Serie per cui ha lavorato
- Akira: come "artista degli sfondi"
- Detective Conan: come "direttore artistico"
- Detective Conan: Fino alla fine del tempo: come "direttore artistico"
- Detective Conan: L'asso di picche: come "direttore artistico"
- Detective Conan: L'ultimo mago del secolo: come "direttore artistico"
- Detective Conan: Solo nei suoi occhi: come "direttore artistico"
- Detective Conan: Il fantasma di Baker Street: come "direttore artistico"
- Detective Conan: L'isola mortale: come "direttore artistico"
- Innocent Venus: come "artista degli sfondi dell'opening"
- Kamichu!: come "direttore artistico" e "artista degli sfondi dell'opening"
- Key the Metal Idol: come "direttore artistico"
- Lupin III - All'inseguimento del tesoro di Harimao: come "direttore artistico"
- Mahou Shoujo Neko Taruto: come "direttore artistico"
- MAPS: La leggenda dell'uragano di luce: come "direttore artistico"
- Natsume degli spiriti: come "direttore artistico"
- Sokihei M.D. Geist 2: come "direttore artistico"
- Mighty Orbots: come "artista degli sfondi
- Ookiku Furikabutte: come "direttore artistico"
- Patlabor: Il film: come "artista"
- Rokushin Gattai God Mars: Jūnana-sai no Densetsu: come "artista degli sfondi"
- Sakura taisen - Ōka kenran: come "direttore artistico"
- Sakura taisen - Gōka kenran: come "direttore artistico"